# Malczewo (Zieleniewo)
Malczewo (niem. Rehfelde) – przysiółek wsi Zieleniewo w Polsce, położony w województwie zachodniopomorskim, w powiecie choszczeńskim, w gminie Bierzwnik. W latach 1975–1998 miejscowość administracyjnie należała do województwa gorzowskiego. W roku 2007 przysiółek liczył 54 mieszkańców. Miejscowość wchodzi w skład sołectwa Zieleniewo.

## Geografia
Przysiółek leży ok. 2 km na południe od Zieleniewa, ok. 200 m na zachód od drogi wojewódzkiej nr 160.